# Schoolcijfer

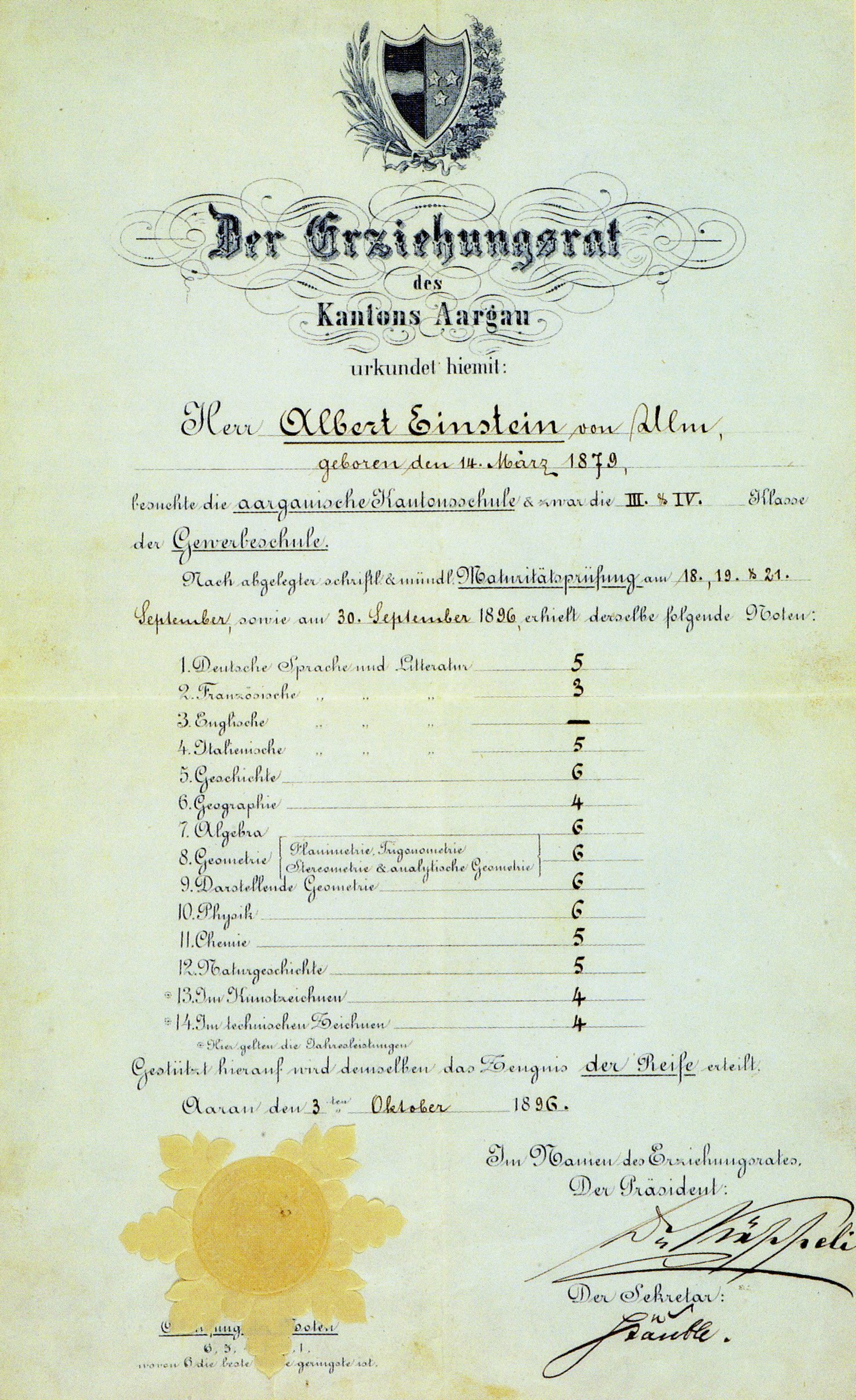
Cijferlijst van Albert Einsteins eindexamen middelbare school, Aarau, Zwitserland, 1896. De cijfers werden gegeven op een schaal van 1 tot 6, waarbij 6 het hoogste cijfer is, en 4 nog een voldoende is.

Een schoolcijfer, of als de context duidelijk is kortweg cijfer, is een waardering van een schoolprestatie uitgedrukt in een getal, letter of ander symbool. 
Schoolcijfers als beoordeling maken het mogelijk, al dan niet terecht, gemiddelden te berekenen, waarmee een beeld verkregen wordt hoe gepresteerd wordt over een langere periode of voor meerdere onderdelen. 

## Nederland
In Nederland is wettelijk vastgelegd dat op scholen en universiteiten werk van leerlingen en studenten wordt beoordeeld door middel van de getallen 1 tot en met 10. Deze cijferschaal is in 1870 officieel ingevoerd bij de eindexamens van de hogereburgerschool. Men tracht hiermee een zo objectief mogelijk beoordelingssysteem te verkrijgen.
In Nederland hebben de schoolcijfers de volgende betekenis:
| Cijfer | Omschrijving                      |
| ------ | --------------------------------- |
| 10     | uitmuntend                        |
| 9      | zeer goed                         |
| 8      | goed                              |
| 7      | ruim voldoende                    |
| 6      | voldoende                         |
| 5      | matig / zwak / net niet voldoende |
| 4      | onvoldoende                       |
| 3      | gering                            |
| 2      | slecht                            |
| 1      | zeer slecht                       |
Dit houdt in dat bijvoorbeeld een prestatie die als 'goed' wordt beoordeeld het cijfer 8 krijgt en een die als 'onvoldoende' beschouwd wordt het cijfer 4. In 1930 is er per Koninklijk besluit bepaald dat het cijfer 5 niet voldoende is. Voor dit besluit stond een 5 omschreven als zwak voldoende en was het onduidelijk of dit nu als een voldoende of onvoldoende gold.
Ondanks de wettelijke bepaling dat de beoordelingen worden uitgedrukt als geheel getal, wordt hiervan bij proefwerken en examens wel afgeweken door (behalve bij het cijfer 10, dat immers het maximaal haalbare vertegenwoordigt) de beoordelingen uit te drukken als decimaal getal met één cijfer achter de komma. Men meent daarmee genuanceerder te kunnen beoordelen en er ontstaan minder problemen bij het afronden van gemiddelden, hoewel de wet ook hier regels voor geeft. Een alternatieve methode – die vooral op basis- en middelbare scholen wordt gebruikt – is het toevoegen van een '+' of '−' achter het ronde cijfer, wat betekent dat er ongeveer een kwart punt moet worden opgeteld bij of afgetrokken van het hele punt. Een '7−' kan zodoende worden gelijkgesteld aan pakweg een 6,8, een '6+' aan ongeveer 6,2 of 6,3, enz. In schoolrapporten wordt de beoordeling '6−' in het bijzonder gebruikt om aan te geven dat er getwijfeld wordt tussen wel of niet voldoende. Het gebruik van decimalen is bij schoolrapporten in principe niet toegestaan, aangezien alleen de cijfers 1 t/m 10 als eindbeoordeling gelden.
Vaak echter bewandelt men de omgekeerde weg en gebruikt men een beoordelingssysteem dat via een berekening tot een cijfer leidt met de daaraan gekoppelde betekenis. Zo kan men als de situatie dat toelaat lineair tot een cijfer komen, d.w.z. de fractie goede antwoorden bepaalt het cijfer en daarmee de daaraan gekoppelde beoordeling. Om de fracties 0 tot 100% lineair te koppelen met de cijfers 1 tot en met 10 wordt bijvoorbeeld de fractie goede antwoorden vermenigvuldigd met 9 en gesommeerd met 1. Wie dan 60% goede antwoorden heeft, krijgt dus een 9×0,60 + 1= 6,4. Ook kan voor iedere fout antwoord een aftrek van een totaal van 10 gedaan worden, bijvoorbeeld door voor elke fout een half punt in mindering te brengen, zodat 5 fouten een 7,5 oplevert en 10 fouten een 5. Ook wordt wel een formule van de geleverde deelprestaties of een verdeelsleutel bedacht voor het bepalen van het cijfer. Er zijn scholen die ervoor kiezen (bijvoorbeeld) minimaal een 4 te geven, dit omdat leerlingen anders te veel tekortpunten kunnen krijgen voor één vak en daardoor niet overgaan.
Vanwege de wettelijke bepaling is er geen beoordeling mogelijk met het getal nul, hoe slecht de geleverde prestatie ook is. Het laagst mogelijke cijfer is altijd 1.

## België
In België gebruikt men op scholen min of meer hetzelfde beoordelingssysteem als in Nederland. Op de Belgische universiteiten wordt het Franse systeem toegepast.
| Cijfer | Omschrijving         |
| ------ | -------------------- |
| 10     | Uitmuntend           |
| 9      | Zeer goed            |
| 8      | Goed                 |
| 7      | Ruim voldoende       |
| 6      | Matig                |
| 5      | Net (geen) voldoende |
| <5     | Onvoldoende          |
Op sommige scholen is een 5 al een voldoende. Sommige leerkrachten geven geen 10 als gemiddelde omdat een prestatie nooit 'perfect' kan zijn. Bij sommige rapporten worden de resultaten in procenten gegeven. Hier is 100% de hoogste score die men kan halen, onder de 50% heeft men onvoldoende. Op schoolrapporten staan behalve cijfers vaak ook commentaren van de leerkracht(en). Bij oudercontacten wordt het rapport aan de ouders van de leerling gegeven.

## Frankrijk
Het Franse schoolsysteem kent cijfers van 0 tot en met 20. Hierbij geldt dat onvoldoendes kunnen worden gecompenseerd met goede cijfers voor andere vakken (ook op de universiteit). Het algemeen gemiddelde moet dus 10 of meer zijn om een diploma te behalen. Tussen 8 en 10 volgt er een mondeling examen ("rattrapage") zodat een leerling of student een slecht cijfer kan proberen te compenseren.
| Cijfer   | Omschrijving |
| -------- | --- |
| 18 - 20  | Uitstekend |
| 16 en 17 | Zeer goed |
| 14 en 15 | Goed |
| 12 en 13 | Ruim voldoende |
| 10 en 11 | Net voldoende |
| 8 en 9   | Twijfelachtig, maar kan bij geval van dit algemeen gemiddelde bij eindexamen met een extra mondeling examen worden gecompenseerd |
| 0 - 7    | Onvoldoende en niet te compenseren bij geval van dit algemeen gemiddelde bij eindexamen                                          |

## Duitsland
In Duitsland wordt een waardering van 1 tot en met 6 gegeven, waarbij 1 staat voor de beste prestatie, en 5 en 6 onvoldoendes zijn. Aan de cijfers worden de volgende betekenissen toegekend:
| Cijfer | Omschrijving | Vertaling     |
| ------ | ------------ | ------------- |
| 1      | sehr gut     | zeer goed     |
| 2      | gut          | goed          |
| 3      | befriedigend | bevredigend   |
| 4      | ausreichend  | voldoende     |
| 5      | mangelhaft   | twijfelachtig |
| 6      | ungenügend   | onbevredigend |
Hoe cijfers er precies uitzien, verschilt per Bundesland. In sommige deelstaten kunnen cijfers met + en − verhoogd of verlaagd worden. Daarbij betekent bijvoorbeeld een 2+ een betere prestatie dan een 2, en een 2− een mindere prestatie dan een 2. Tussen de 2− en de 3+ wordt soms nog een "2 – 3" (2 bis 3) gegeven. Prestaties in stijgende lijn zijn dus bijvoorbeeld als volgt becijferd: 3, 3+, 2–3, 2−, 2. Dit geldt ook voor de ruimte tussen andere cijfers.
In Duitsland wordt een rooster met 15 treden (scorepunten) gebruikt in de hogere klassen (vanaf de 11de klas) en op universiteiten.
Minder dan score 5 betekent dat men niet is geslaagd.
| Score | Cijfer | Omschrijving     | Vertaling         |
| ----- | ------ | ---------------- | ----------------- |
| 15    | 1+     | sehr gut (+)     | zeer goed (+)     |
| 14    | 1      | sehr gut         | zeer goed         |
| 13    | 1-     | sehr gut (-)     | zeer goed (-)     |
| 12    | 2+     | gut (+)          | goed (+)          |
| 11    | 2      | gut              | goed              |
| 10    | 2-     | gut (-)          | goed (-)          |
| 9     | 3+     | befriedigend (+) | bevredigend (+)   |
| 8     | 3      | befriedigend     | bevredigend       |
| 7     | 3-     | befriedigend (-) | bevredigend (-)   |
| 6     | 4+     | ausreichend (+)  | voldoende (+)     |
| 5     | 4      | ausreichend      | voldoende         |
| 4     | 4-     | ausreichend (-)  | voldoende (-)     |
| 3     | 5+     | mangelhaft (+)   | twijfelachtig (+) |
| 2     | 5      | mangelhaft       | twijfelachtig     |
| 1     | 5-     | mangelhaft (-)   | twijfelachtig (-) |
| 0     | 6      | ungenügend       | onbevredigend     |

## Oostenrijk
In Oostenrijk wordt een waardering tussen 1 (zeer goed) en 5 (onvoldoende) gegeven.
| Cijfer | Omschrijving   | Vertaling   |
| ------ | -------------- | ----------- |
| 1      | sehr gut       | zeer goed   |
| 2      | gut            | goed        |
| 3      | befriedigend   | bevredigend |
| 4      | genügend       | voldoende   |
| 5      | nicht genügend | onvoldoende |
1 t/m 4 betekent geslaagd, 5 betekent niet geslaagd.

## Verenigde Staten
In de VS wordt een waardering tussen A+ (uitstekend) en E (onbevredigend) gegeven. Op sommige scholen ook een F.
Cijfers in de VS zijn niet wettelijk vastgelegd, maar door scholen bepaald. Zo kunnen er verschillen ontstaan in de percentages die worden toegekend bij bepaalde cijfers tussen scholen. Sommige scholen en cursussen gebruiken geen plussen of minnen.
| Cijfer | Percentage | Getalwaarde* | Omschrijving | Vertaling     |
| ------ | ---------- | ------------ | ------------ | ------------- |
| A+     | 97-100     | 4,0          | Excellent    | zeer goed     |
| A      | 94-96      | 4,0          | Excellent    | zeer goed     |
| A−     | 90-93      | 3,7          | Excellent    | zeer goed     |
| B+     | 87-89      | 3,3          | Good         | goed          |
| B      | 84-86      | 3,0          | Good         | goed          |
| B−     | 80-83      | 2,7          | Good         | goed          |
| C+     | 77-79      | 2,3          | Adequate     | voldoende     |
| C      | 74-76      | 2,0          | Adequate     | voldoende     |
| C−     | 70-73      | 1,7          | Adequate     | voldoende     |
| D+     | 67-69      | 1,3          | Marginal     | twijfelachtig |
| D      | 64-66      | 1,0          | Marginal     | twijfelachtig |
| D−     | 60-63      | 0,7          | Marginal     | twijfelachtig |
| F      | 0-59       | 0,0          | Inadequate   | onvoldoende   |
* De Getalwaarde (Grade Point) is een waarde toegewezen aan het cijfer (in vorm van letter), dat is ontvangen op een opleiding aan een hogeschool of universiteit, te vermenigvuldigen met het aantal studiepunten toegekend voor de cursus (Credit Points).

## Zweden
In Zweden worden waarderingen met A B C D E en F gegeven.  
| Waardering | Vertaling      |
| ---------- | -------------- |
| A          | Uitstekend     |
| B          | Erg goed       |
| C          | Goed           |
| D          | Ruim voldoende |
| E          | Voldoende      |
| F          | Onvoldoende    |

## Andere landen
In Rusland lopen de cijfers van 1 tot en met 5 (5 is de beste). Het equivalent van cum laude wordt daar gevormd door gouden en zilveren sterren. In Denemarken loopt de reeks van −3 tot 12. In Zwitserland lopen de cijfers van 1 tot en met 6 - zie de cijferlijst van Albert Einstein. Soms is de betekenis ook omgekeerd, waarbij 1 voor goed staat en de beoordeling met het klimmen van de cijfers afneemt (bv. in Duitsland, zie hierboven). 

#### Omrekentabel
De onderstaande tabel is een wiskundige omrekening. Per land zijn er grote verschillen in de verhoudingen tussen de gegeven cijfers; in sommige landen wordt bijvoorbeeld relatief vaker een score van 90% uitgedeeld dan in andere landen. Dit aspect is belangrijk bij het beoordelen van cijfers uit een ander land, maar wordt niet weergegeven in onderstaande tabel. De tabel geeft enkel een indicatie, de frequenties en daarmee de waarde van een cijfer verschillen daarvoor te veel per land.
| 0 tot 100 (100 is de beste score) | 0 tot 20 (20 is de beste score) | 1 tot 10 (10 is de beste score) | Tot 6 (1 is de beste score) | Letters (A++ is de beste score) |
| --------------------------------- | ------------------------------- | ------------------------------- | --------------------------- | ------------------------------- |
| 100                               | 20                              | 10                              | 1                           | A++                             |
| 95                                | 19                              | 9,55                            | 1,25                        | A+                              |
| 90                                | 18                              | 9,1                             | 1,5                         | A                               |
| 85                                | 17                              | 8,65                            | 1,75                        | A−                              |
| 80                                | 16                              | 8,2                             | 2                           | B+                              |
| 75                                | 15                              | 7,75                            | 2,25                        | B                               |
| 70                                | 14                              | 7,3                             | 2,5                         | B−                              |
| 65                                | 13                              | 6,85                            | 2,75                        | C+                              |
| 60                                | 12                              | 6,4                             | 3                           | C                               |
| 55                                | 11                              | 5,95                            | 3,25                        | C−                              |
| 50                                | 10                              | 5,5                             | 3,5                         | D+                              |
| 45                                | 9                               | 5,05                            | 3,75                        | D                               |
| 40                                | 8                               | 4,6                             | 4                           | D−                              |
| 35                                | 7                               | 4,15                            | 4,25                        | E+                              |
| 30                                | 6                               | 3,7                             | 4,5                         | E                               |
| 25                                | 5                               | 3,25                            | 4,75                        | E−                              |
| 20                                | 4                               | 2,8                             | 5                           | F+                              |
| 15                                | 3                               | 2,35                            | 5,25                        | F                               |
| 10                                | 2                               | 1,9                             | 5,5                         | F                               |
| 5                                 | 1                               | 1,45                            | 5,75                        | F−                              |
| 0                                 | 0                               | 1                               | 6                           | F−                              |